# 유제두
유제두(柳濟斗, Jae-Doo Yuh, 1948년 4월 25일 ~ )는 대한민국의 전 권투 선수이다. 본관은 고흥. 전 세계복싱협회(WBA) 슈퍼웰터급 챔피언.

## 생애
본관은 고흥이며, 전라남도 고흥군 출신이다.
1968년 10월 3일 프로 데뷔. 1975년 6월 7일 세계 챔피언. 1979년 7월 24일 은퇴. 통산 전적 55전 50승(29KO)3패2무.